# Amaremare
Amaremare è un singolo della cantautrice italiana Dolcenera, pubblicato il 5 luglio 2019.

## Descrizione
La canzone scritta, arrangiata e prodotta dalla stessa Dolcenera, presenta come tematica principale l'inquinamento ambientale, raccontato con particolare riferimento all'emergenza della plastica nei mari.
Il singolo è frutto di un progetto artistico in collaborazione con l'organizzazione ambientalista Greenpeace che l'ha reso la colonna sonora dell'iniziativa Plastic Radar, la cui finalità è quella di segnalare attraverso il social network WhatsApp la presenza di rifiuti in mare, raccogliendoli per poi differenziarli correttamente.

In qualità di ambasciatrice per Greenpeace, a proposito della pubblicazione del singolo, mediante le proprie reti sociali, la cantautrice ha sottolineato la necessità dell'impegno per la salvaguardia del Pianeta, commentando:

## Video musicale
Il videoclip, diretto da Nils Astrologo, è stato pubblicato il 10 luglio 2019 sul canale Vevo-YouTube della cantante.
Il video mostra la cantante intenta a navigare con la sua barca e una volta indossato il bikini si tuffa in acqua ammirando il fondale e il suo ecosistema. Tuttavia nel mare si trovano rifiuti che cominciano a colonizzarlo e fortunatamente arrivano due subacquei che reggono un cartello del progetto "Greenpeace" con scritto: "Il mare non è usa e getta" e  "Il mare non è una discarica". Quasi sempre nel video musicale la telecamera inquadra la pancia scoperta di Dolcenera mentre nuota nel mare, mentre si fa accarezzare dal vento tenendo le braccia aperte e mentre manovra il timone della barca. Il video termina con la barca della cantante che si dilegua al tramonto.

## Tracce
Download digitale
Testi e musiche di Dolcenera.
1. Amaremare – 3:32

## Classifiche
| Classifica (2019)         | Posizione massima |
| ------------------------- | ----------------- |
| Italia (airplay italiane) | 15                |
| Italia (airplay)          | 30                |